# RMS Campania
Pour les autres navires du même nom, voir HMS Campania.
Le Campania est un paquebot de la Cunard Line mis en service en 1893. Ce service est de courte durée puisque le paquebot est réquisitionné dans le cadre de la Première Guerre mondiale. Son service s'achève accidentellement le 5 novembre 1918 : il sombre après être entré en collision avec le croiseur HMS Glorious.

## Histoire
Le Campania est un paquebot de la Cunard Line mis en service en 1893. Il remporte dès cette année-là le Ruban bleu avant de se le faire ravir par son sister-ship, le Lucania. Tous deux restent les fleurons de la compagnie jusqu'à l'arrivée des Lusitania et Mauretania en 1907. Lorsque l’Aquitania est mis en service en 1914, le Campania est affecté à l'Anchor Line, une compagnie rachetée par la Cunard.

### Construction
La construction du Campania ainsi que celle de son sister-ship le Lucania a été financée en partie par l'Amirauté grâce à un accord entre la Cunard Line et le gouvernement britannique, dans lequel celui-ci acceptait de financer une partie de la construction à condition que les navires respectent ses spécifications et qu'ils soient inscrits sur la liste de la Réserve navale (liste regroupant l'ensemble des navires pouvant être réquisitionnés en cas de guerre). La construction est confiée aux chantiers Fairfield Shipbuilding and Engineering Company de Glasgow. 43 jours après la commande par la Cunard Line, la construction des deux navires commence.
Le Campania et le Lucania ont des moteurs triple expansion (les plus gros moteurs triple expansion ayant été montés sur des navires de la Cunard Line). À l'époque, il s'agit des plus gros moteurs existants.

### Télégraphie sans fil
En 1901, le Lucania, le sister-ship du Campania, devient le premier navire de la Cunard Line à être équipé d'un appareil de communication sans fil Marconi, puis le Campania reçoit cette amélioration. Ils entrent dans l'histoire en échangeant le premier avis de présence de glaces grâce à la télégraphie sans fil.

### Naufrage
Ce service est de courte durée puisque le paquebot est réquisitionné dans le cadre de la Première Guerre mondiale. Transformé en croiseur auxiliaire pouvant également transporter des hydravions, il voit son service s'achever accidentellement à quelques jours de l'armistice de 1918. Le 5 novembre 1918, en effet, il sombre après être entré en collision avec le croiseur HMS Glorious.